# Catocala brunnea
Catocala brunnea là một loài bướm đêm trong họ Erebidae.